# Photo Porst

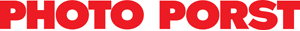
Logo von Photo Porst

Photo Porst war ein deutsches Unternehmen der Fotowirtschaft mit Sitz anfänglich in Nürnberg, später in Schwabach, das insbesondere durch den frühen Versandhandel, Kooperation mit der DDR, als Fachgeschäftskette und in den 1970er Jahren durch die Umwandlung des Familienbetriebes in ein „sozialistisches“ Unternehmen mit umfangreicher Mitarbeiterbeteiligung bekannt wurde.
Die Markenrechte an dem Namen Photo Porst liegen heute bei der RINGFOTO-Gruppe.

## Geschichte

### Gründung und Aufbau
Nach seiner Rückkehr aus dem Ersten Weltkrieg eröffnete der damals 23-jährige städtische Schreiber Hanns Porst am 1. Juli 1919 in seiner Heimatstadt Nürnberg einen kleinen Fotoladen am Laufer Platz. Die Liebe zur Fotografie hatte er schon als Junge entdeckt: Der Untermieter seiner Eltern, selbst ein begeisterter Fotoamateur, führte Hanns Porst in die Fotografie ein. Das als Zeitungsjunge verdiente Geld wurde in eine erste eigene Kamera investiert, und von da an war der 15-jährige Hanns Porst als Fotograf bei allen möglichen Veranstaltungen unterwegs, um sich sein Taschengeld und eine immer bessere Kamera-Ausstattung zu verdienen.

### Frühes Marketing
Schon bald nach der Eröffnung des ersten kleinen Ladens bewies Hanns Porst sein Marketing-Geschick. Er hatte kein Geld für große Werbekampagnen, also ließ er eines Nachts die Bürgersteige aller Hauptstraßen Nürnbergs in eine unkonventionelle Werbefläche umwandeln. Eine Anzahl Maler und seine Freunde versahen den Gehweg flächendeckend in Großschrift mit dem Logo PHOTO PORST. Zwar sorgten die Ordnungshüter schnell dafür, dass diese unerlaubte Werbung wieder verschwand, aber Photo Porst war in aller Munde. Eine ähnliche Idee lieferte Hanns Porst 1925 nach der Eröffnung seines dritten „großen“ Geschäfts mit elf Schaufenstern am Lorenzer Platz in Nürnberg. Die wegen der etwas abgelegenen Lage ausbleibenden abendlichen „Schaufensterbummler“ und damit potentiellen Kunden wurden durch die neue, damals noch unübliche nächtliche Beleuchtung der Auslagen und des Gebäudes angelockt.

### Kundenorientierung und Versandhandel
Die Kundenorientierung galt als Grundprinzip des Unternehmens. Die Kataloge von Porst waren voll von Testimonials, d. h., abgedruckten Zuschriften zufriedener Kunden. Der Einstieg in den Versandhandel schuf die Voraussetzung für das weitere Wachstum von Photo Porst. Um das Jahr 1925 hatte Hanns Porst sich mit dem Einkauf einer größeren Menge hochwertiger Plattenkameras übernommen: Die Kameras verkauften sich nicht schnell genug, es bestand die Gefahr, darauf sitzen zu bleiben. So bot er diese Kameras – mit einem Teilzahlungsmodell – auch außerhalb Nürnbergs an und stieß auf große Resonanz. Ab da wurde der Versandhandel systematisiert und ermöglichte das rasante Wachstum des Unternehmens zum „größten Photohaus der Welt“.

### Vertriebsmodell

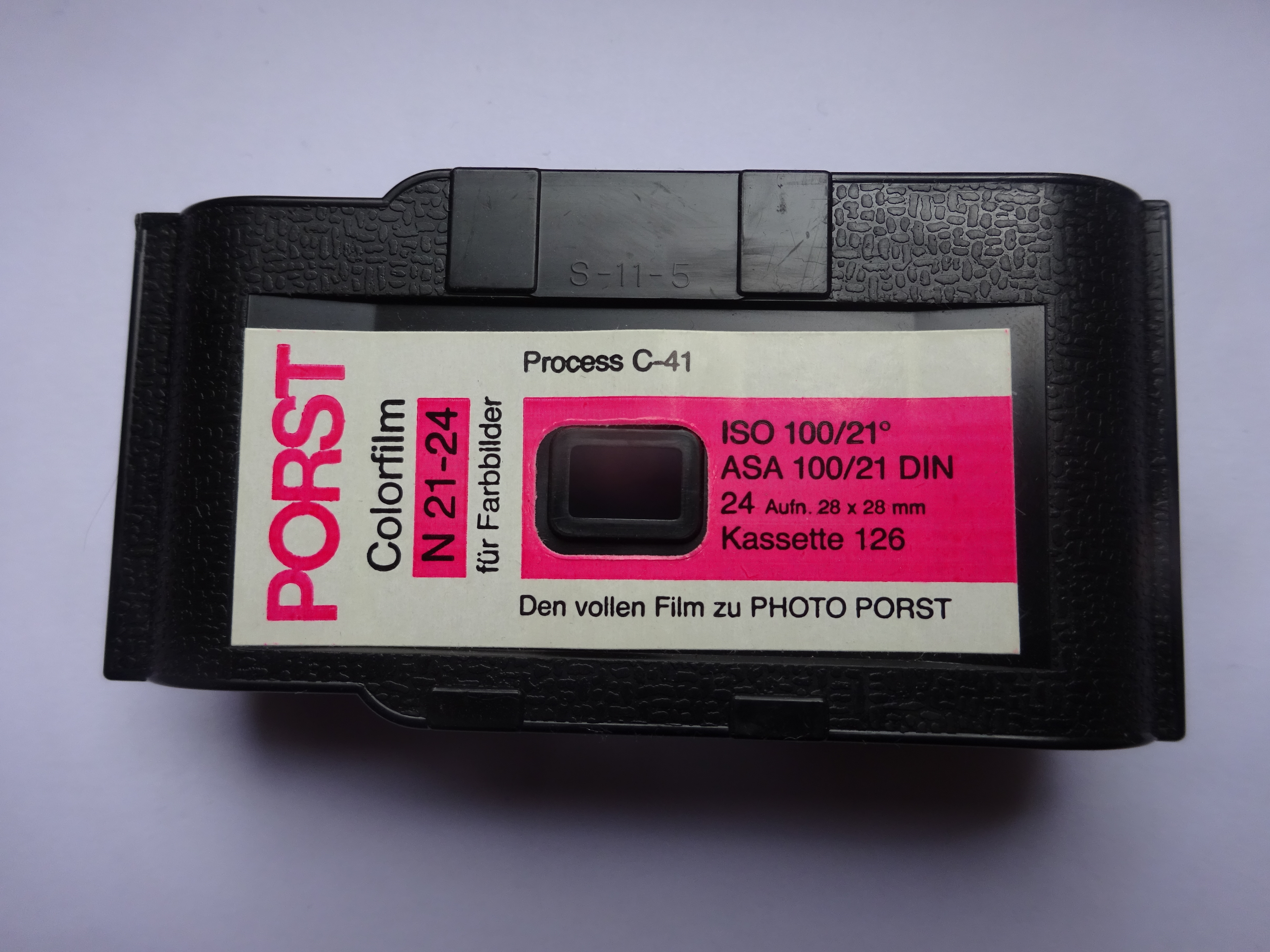
Instamatic Film der Firma Photo Porst

Das breite Sortiment des Unternehmens, Kameras aller Preislagen sowie Zubehör, günstige Preise (ermöglicht durch die großen Mengen) und der noch unübliche Versandhandel waren die Grundlage für den Erfolg des Hauses Porst. Porsts Kommunikationskonzept, unter anderem bestehend aus dem Porst Fotohelfer (Katalog), Büchern, Gelegenheitslisten und einer Kundenzeitschrift, führten zu einer engen Kundenbindung. Das Teilzahlungsmodell von Photo Porst (normalerweise ein Zehntel Anzahlung oder ein Gebrauchtgerät, Rest in zwölf kleinen Monatsraten, die genauen Details variierten) – ohne Kreditprüfung und Rückfrage bei Bank oder Arbeitgeber – kam dem Porst-Publikum entgegen. Die Menschen wollten sich „Luxusgüter“ kaufen, aber konnten es sich nicht leisten, bar für ihre neue Kamera zu bezahlen. Nach Angaben von Hannsheinz Porst nahmen fast alle Käufer das Finanzierungsangebot in Anspruch.

### Kriegs- und Nachkriegszeit
1937 erwarb das inzwischen auf fast 500 Mitarbeiterinnen und Mitarbeiter angewachsene Unternehmen ein Bürohaus in der Veilhofstraße als Firmensitz. Dieses wurde bei einem Luftangriff auf Nürnberg am 2. Januar 1945 weitgehend zerstört. Aufbauend auf der geretteten Kundenkartei und von einer Behelfsunterkunft in der Poppenreutherstraße nahm Hanns Porst noch im Januar 1945 wieder die Geschäftstätigkeit auf, musste diese nach einem erneuten Bombentreffer aber wieder einstellen.
Anfang 1946 ließ die US Militärverwaltung Hanns Porst wegen falscher Angaben auf einem Fragebogen zu seinen wirtschaftlichen Verhältnissen festnehmen. Das Unternehmen kam in die Verwaltung eines Treuhänders. Porst wurde zu einer dreijährigen Haftstrafe verurteilt, die er in Bayreuth absitzen musste. Nach 20 Monaten wurde er vorab in den Hausarrest entlassen und durfte nach einem für ihn positiv verlaufenen Spruchkammerverfahren im Juni 1948 sein Unternehmen wieder selbst leiten. Ebenfalls 1948 war sein aus Kriegsgefangenschaft zurückgekehrter Sohn Hannsheinz Porst als Prokurist in das Unternehmen eingetreten. Zu diesem Zeitpunkt hatte das Unternehmen 14 Angestellte. Mit der Währungsreform nahm die Geschäftstätigkeit einen Aufschwung. 1953 überschritt die Belegschaft die Zahl von 1000 Menschen. Im Folgejahr wurde ein Umsatz von mehr als 40 Millionen D-Mark erreicht.

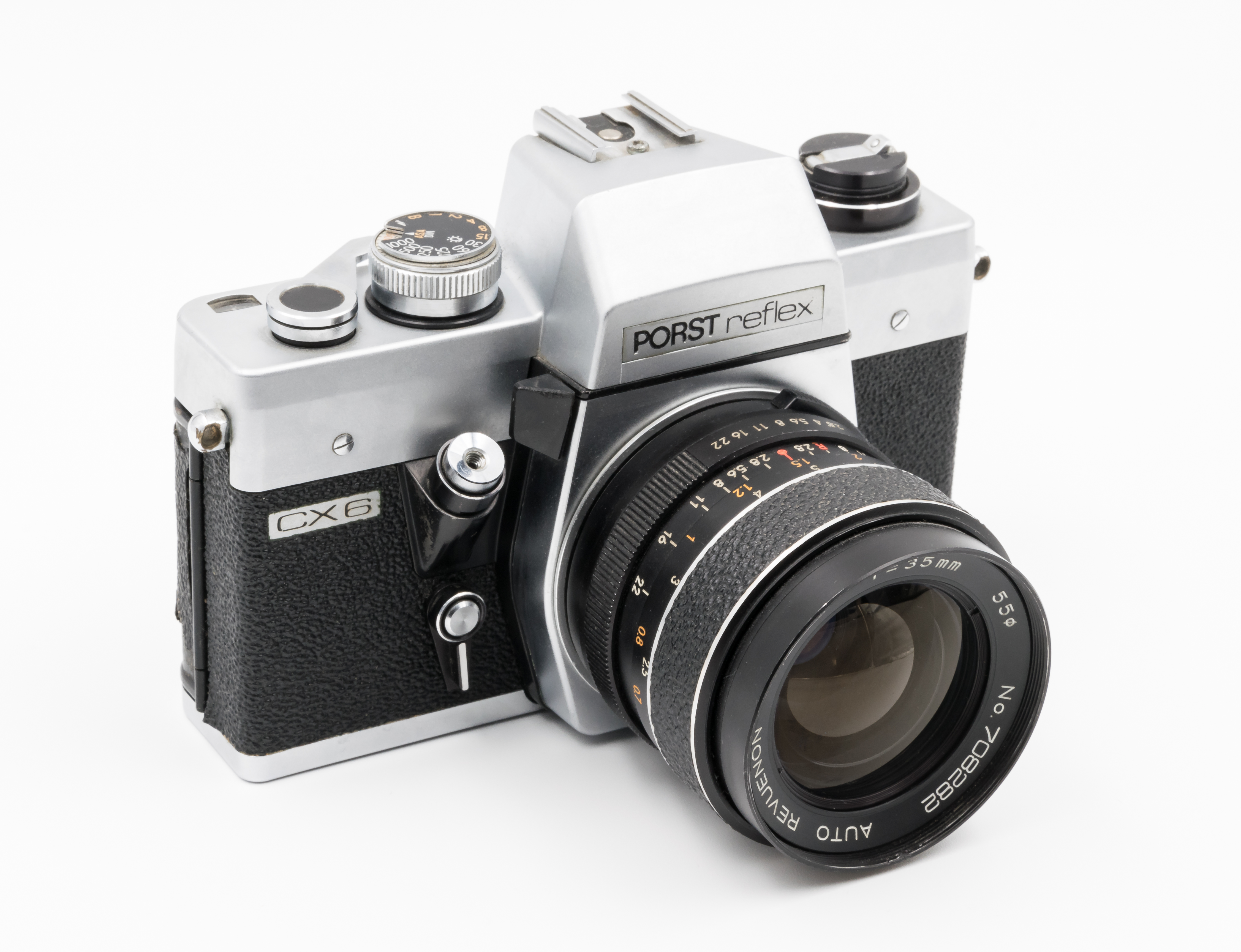
Porst Reflex CX6, eine umgelabelte Praktica LTL aus Dresden

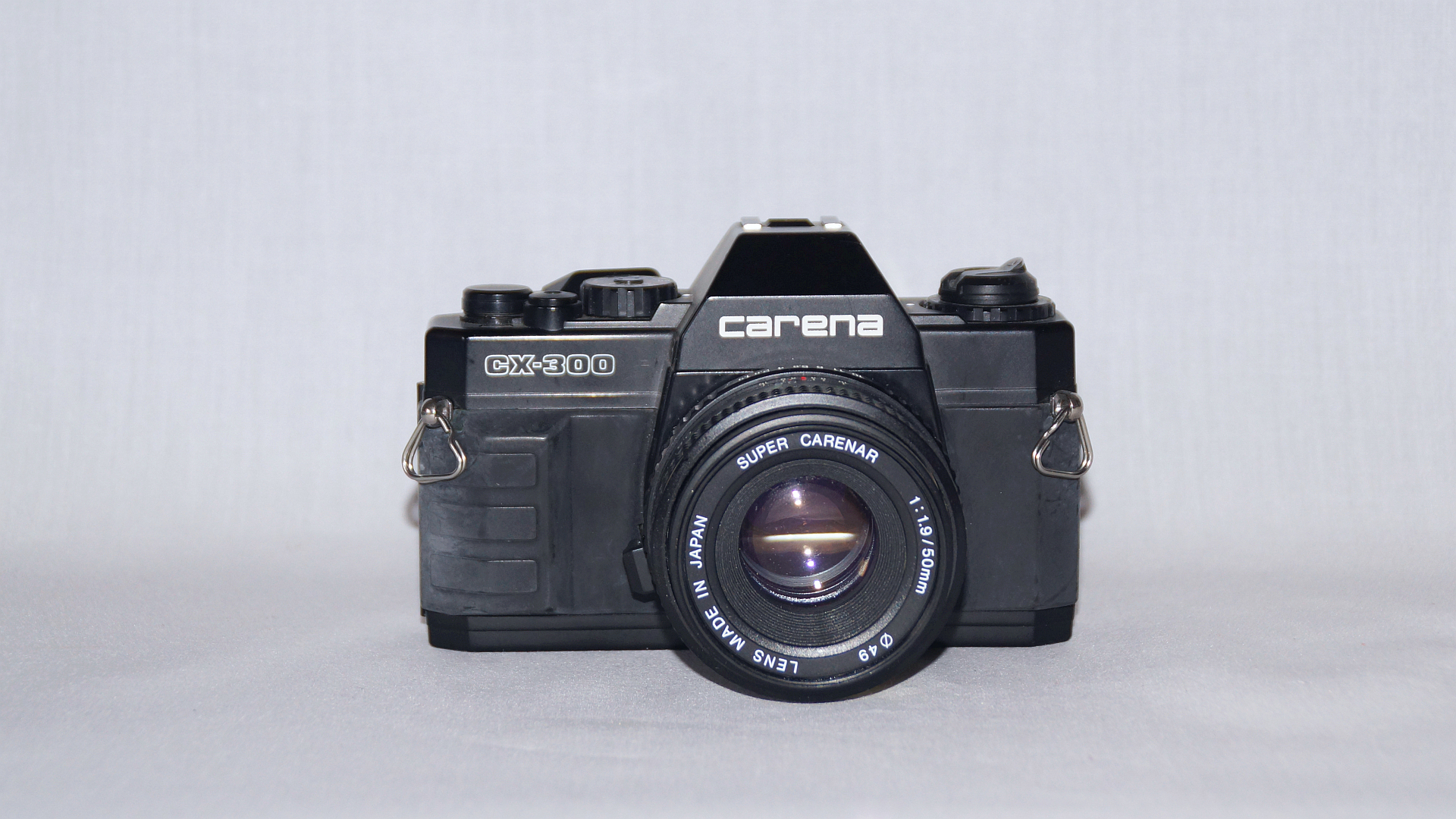
Carena CX 300 verkauft durch Photo Porst bzw. Interdiscount (produced by Cosina)

### Ausbau der Porst-Ladenkette nach der Krise 1964
Um 1964 brachen die Umsätze ein: Ladengeschäfte boten mittlerweile ein adäquates Sortiment an und anonyme Teilzahlungsangebote waren (und noch dazu deutlich günstiger) auch von anderen Anbietern zu haben. Der neue Wettbewerber Foto Quelle war zum mächtigen Konkurrenten geworden. Die deutsche Kameraindustrie verlor massiv an Bedeutung, Billigangebote aus der DDR und der UdSSR (vor allem bei Foto-Quelle) konnten den Siegeszug der japanischen Importe nicht aufhalten und erforderten eine Umorientierung auch bei Photo Porst. In der Folge wurde erfolgreich eine Kette von Ladengeschäften – in späteren Jahre ergänzt durch Franchise-Partner – in guten City-Lagen etabliert. 

### Hannsheinz Porst – Unternehmer, Spion und Sozialist
Mit weit überdurchschnittlichen Sozialleistungen wie großzügigen Urlaubsregelungen, firmeneigenen Ferienheimen, dem Bau moderner Mitarbeiterwohnungen und Fortbildungseinrichtungen war Hanns Porst ein sehr sozial eingestellter Firmenchef. Der Sohn Hannsheinz Porst, der 1960 die Unternehmensleitung übernahm, ging dieses Engagement noch weiter. Hannsheinz Porst war nicht nur im Westen politisch in der FDP tätig, sondern insgeheim auch Mitglied der SED und Agent der Hauptverwaltung A. Im Juli 1969 wurde Hannsheinz Porst wegen landesverräterischer Beziehungen zur DDR zu einer Gefängnisstrafe von 2 Jahren und 9 Monaten und einer Geldstrafe von 10.000 DM verurteilt. Er selbst sah in seiner Tätigkeit einen Vermittlungsversuch zwischen Bundesrepublik und DDR.

### Das sozialistische Experiment ab 1972
1972 führte Photo Porst die „totale Mitbestimmung“ ein. Eine Mitarbeitergesellschaft wurde gegründet, das Unternehmen und dessen Leitung an die Mitarbeiter übergeben. 1978/79 zog sich Hannsheinz Porst komplett aus der Unternehmensleitung zurück. Mit diesem Zeitpunkt wurden die Manager des Unternehmens von den Mitarbeitern bestimmt und auch wieder abgewählt. Nach dem wirtschaftlichen Scheitern der Mitarbeitergesellschaft stieg Hannsheinz Porst wieder ins Unternehmen ein. Die Schweizer Firma Interdiscount übernahm die Mehrheit der Firmenanteile.

### Insolvenz 2002
Obwohl die Entwicklung der Ladenkette und Franchise-Partner weiter zügig vorangetrieben wurde, kam das Unternehmen zu keinem Erfolg. Nach mehreren Änderungen der Gesellschaftsform und Eigentümerwechseln meldete die Photo Porst AG im Jahr 2002 Insolvenz an. Die Namensrechte für „Photo Porst“ gingen an die RINGFOTO GmbH & Co. KG mit Sitz in Fürth, Kodak übernahm die Rechte für das Bildgeschäft.